# Aura-Doina Brădățan
Aura-Doina Brădățan (n. 1 decembrie 1963 , Suceava, România) este filolog, profesor, muzeograf, cercetător, istoric literar și editor român, expert în studiul manuscriselor (sec. XIX-XX), în literatura epistolară și în bibliologie, expert atestat de Ministerul Culturii și Cultelor în domeniile Muzeologie (din 1997), Bunuri arheologice și istorico-documentare - Tipărituri românești secolul al XIX-lea (din 2007) și Memorialistică, Documente, Carte veche (din 2008). 

## Biografie
Studii gimnaziale la Drăgoiești, liceale la Suceava, superioare la Universitatea „Alexandru Ioan Cuza” din Iași - Facultatea de Litere.
Muzeograf la Muzeul Național al Bucovinei - Casa Memorială „Simion Florea Marian” din Suceava (1990 - prezent) și șef Serviciu Memoriale și fonduri documentare din 1993, doctor în istorie - domeniul fundamental Științe Umaniste (2011), titlul tezei: Fondul memorial-documentar „Simion Florea Marian” din Suceava. Istoric. Contribuția la cultura română (674 p.), conducător de doctorat: prof. univ. dr. Ioan Opriș; expert atestat de Ministerul Culturii și Cultelor în domeniile: Muzeologie (din 1997), Bunuri arheologice și istorico-documentare, Tipărituri românești secolul al XIX-lea (din 2007) și Memorialistică, Documente, Carte veche (din 2008); redactor, secretar de redacție la „Țara Fagilor”, revista Societății pentru Cultura și Literatura Română în Bucovina, Filiala Suceava (1992-2006); redactor (din 1992), secretar de redacție (din 2011) la publicația științifică „Suceava. Anuarul Muzeului Național al Bucovinei”.
A cercetat, prelucrat, organizat muzeistic și valorificat expozițional și publicistic fondurile, arhivele memorial-documentare și bibliofile din cadrul Muzeului Bucovinei, organizând sau participând la diverse manifestări culturale, seri muzeale, lecții de muzeu la casele memoriale (Festivalul Național de Poezie „Nicolae Labiș” de la Mălini, Festivalul Național de poezie și proză scurtă „Eusebiu Camilar și Magda Isanos” de la  Udești, Festivalul European al Artelor „Ciprian Porumbescu” de la Stupca ș.a.), la sesiuni de comunicări științifice naționale și internaționale.
A publicat, cărți și ediții princeps îngrijite, peste 120 de studii, articole, recenzii și note din domeniile istorie, istoria culturii, muzeologie, memorialistică etc., în volume științifice colective și în diverse periodice de specialitate: Suceava. Anuarul Muzeului Național al Bucovinei, Analele Bucovinei, Literatorul, Moldova, Ateneu , Bucovina Literară, Scriptum, Glasul Bucovinei, Crai nou, Țara Fagilor ș.a.
Laureată a Academiei Române în anul 2010, cu premiul Simion Florea Marian, în domeniul etnografiei și folclorului, pentru ediția princeps Simion Florea Marian, Botanica poporană română, tipărită în 2008; alte premii și distincții pentru lucrări și ediții princeps prin care a pus în circuitul public numeroase manuscrise inedite, corespondență, documente culturale și istorice, care fac parte din patrimoniul cultural român, unicate din categoria Tezaur și Fond.
Afilieri profesionale
- membru în Societatea Culturală „Simion Florea Marian” din 1991;
- membru în Societatea pentru cultura și literatura română în Bucovina din 1992;
- membru în Societatea de Științe Filologice[16], Filiala Suceava din 2011;
- membru în Societatea Scriitorilor Bucovineni din 2013.

## Premii
- 2010 Premiul Academiei Române în domeniul etnografiei și folclorului Simion Florea Marian, pentru ediția princeps Simion Florea Marian, Botanica poporană română, tipărită în 2008;
- 2009 Premiul pentru patrimoniu al Fundației Culturale a Bucovinei, pentru ediția Simion Florea Marian, Botanica poporană română, 2008;
- 2013 Premiul Fundației Culturale a Bucovinei pentru ediția princeps Dragoș Vitencu, Scrisori de la Dumnezeu, 2012;
- 2014 Premiul pentru Patrimoniu al Societății Scriitorilor Bucovineni, pentru lucrarea Fondul memorial-documentar „Simion Florea Marian” din Suceava. Istoric. Contribuția la cultura română, 2013;
- 2014 Premiul pentru Restitutio al Societății Scriitorilor Bucovineni, pentru vol. Dragoș Vitencu, Lada cu mărunțișuri, 2014;
- 2015 Premiul pentru ediție îngrijită al Fundației Culturale a Bucovinei, vol. Dragoș Vitencu, Viața lui Ciprian Porumbescu, 2014.

## Cărți științifice și ediții îngrijite
- Aura Doina Brădățan, Fondul memorial-documentar „Simion Florea Marian” din Suceava. Istoric. Contribuția la cultura română[17], Editura Karl A. Romstorfer, Suceava, 2013, 810 p., ISBN 978-606-93329-7-9;
- Aura Brădățan, Suceava. Anuarul Muzeului Bucovinei. Bibliografie (vol. I-XL; 1969-2013)[18], Editura Istros a Muzeului Brăilei, Brăila, 2014, 114 p., ISBN 978-606-654-117-6;
- Aura Brădățan, Casa memorială „Simion Florea Marian”[19], catalog, cu facsimile și fotografii, Editura Lidana, Suceava, 2007, 60 p., ISBN 978-973-7679-37-6;
- Simion Florea Marian, Botanica poporană română, vol. I (A - F)[20][21], ediție critică princeps, introducere, repere biobibliografice, indice Botanica, indice capitole publicate antum/postum, text stabilit (cu facsimile și fotografii), indice informatori și bibliografie de Aura Brădățan, Editura Mușatinii, Suceava, 2008, 700 p., ISBN 978-973-1974-08-8;
- Simion Florea Marian, Botanica poporană română, vol. II (G - P)[22][23], ediție princeps îngrijită (cu facsimile și fotografii) de Aura Brădățan, cu un Cuvânt înainte de prof. univ. dr. Ioan Opriș, Editura Academiei Române, Suceava, 2010, 712 p., ISBN 978-973-27-1889-6;
- Simion Florea Marian, Botanica poporană română, vol. III (P - Z)[24], ediție princeps îngrijită (cu facsimile și fotografii) de Aura Brădățan, cu un Cuvânt înainte de prof. univ. dr. Dumitru Murariu, Editura Academiei Române, Suceava, 2010, 748 p., ISBN 978-973-27-1889-5;
- Poesii poporale din Bucovina. Balade române culese și corese de Simion Fl. Marian, ediție îngrijită, reeditată în facsimil la centenar de Aura Brădățan, Editura Lidana, Suceava, 2007, 112 p., ISBN 978-973-7679-39-0;
- Simion Florea Marian, Folclor din Calafindești[25], ediție îngrijită de Aura Brădățan, Argument de Mircea Tinescu, Editura Biblioteca „Miorița”, Câmpulung Moldovenesc, 2015, 300 p., ISBN 978-973-7628-82-4;
- Nicolae Labiș, Puiul de cerb[26], ediție îngrijită, postfață, facsimile și fotografii, de Aura Brădățan, Editura Universității din Suceava, Suceava, 2008, 72 p., ISBN 978-973-666-282-9, (și ediția a II-a, 2010, ediția a III-a, 2013, ISBN 978-973-1772-76-9);
- Dragoș Vitencu, Cernăuțiul meu[27], ediție princeps, cu facsimile și fotografii, îngrijită de Aura Brădățan, Editura Accent Print, Suceava, 2008, 150 p., ISBN 978-973-1772-18-9;
- Dragoș Vitencu, Scrisori de la Dumnezeu[28], ediție princeps (cu facsimile și fotografii), îngrijită de dr. Aura Brădățan, Editura Karl A. Romstorfer, Suceava, 2012, 418 p., ISBN 978-606-92478-8-4;
- Dragoș Vitencu, Lada cu mărunțișuri  (literatură de sertar, poezie, proză memorialistică, epigrame, 1945-1981), ediție princeps, îngrijită de Aura Brădățan, Editura Karl A. Romstorfer, Suceava, 2014, 174 p. (cu facsimile), ISBN 978-606-8698-01-4;
- Dragoș Vitencu, Viața lui Ciprian Porumbescu, ediție după manuscrisul olograf îngrijită de dr. Aura Brădățan, Editura Istros a Muzeului Brăilei, Brăila, 2014,  150 p., ISBN 978-606-654-100-8;
- Ștefan Pavelescu, Viața lui Ciprian Porumbescu, ediție îngrijită de dr. Aura Brădățan, Editura Accent Print, Suceava, 2013, 42 p., ISBN 978-973-1772-76-9.

## Alte publicații
- Aura Brădățan, Casa memorială „Nicolae Labiș”, repere biobibliografice, facsimile și fotografii, Editura Terra Design, Gura Humorului, 2009 și 2013;
- Aura Brădățan, Complexul muzeal „Ciprian Porumbescu” (repere biobibliografice, facsimile, fotografii), Editura Terra Design, Gura Humorului, 2013;
- Aura Brădățan, Casa memorială „Eusebiu Camilar” (repere biobibliografice, facsimile, fotografii), Editura Terra Design, Gura Humorului, 2013.

## Studii, articole, recenzii, note (selectiv)
- Scrisori inedite: Ștefan Pavelescu către Dragoș Vitencu, în „Suceava. Anuarul Muzeului Național al Bucovinei”, XLIX, Editura Universității „Ștefan cel Mare” din Suceava, Suceava, 2022, p. 143-152;
- Un manuscris inedit al scriitorului Dragoș Vitencu: Granița româno-ucraineană, în „Suceava. Anuarul Muzeului Național al Bucovinei”, XLVIII, Editura Universității „Ștefan cel Mare” din Suceava, Suceava, 2021, p. 81-86;
- Scrisori inedite: Enea Borza către Dragoș Vitencu, în „Suceava. Anuarul Muzeului Național al Bucovinei”, XLVII, Editura Universității „Ștefan cel Mare” din Suceava, Suceava, 2020, p. 151-168;
- Un manuscris inedit: Oltea Cudalbu, Activitatea publicistică a lui Lascăr Luția, în „Suceava. Anuarul Muzeului Bucovinei”, XLVI, Editura Universității „Ștefan cel Mare” din Suceava, Suceava, 2019, p. 161-166;
- O scrisoare inedită despre Ciprian Porumbescu: Octavia Lupu-Morariu către Dragoș Vitencu, în „Suceava. Anuarul Muzeului Bucovinei”, XLV, Editura Universității „Ștefan cel Mare” din Suceava, Suceava,  2018, p. 199-210;
- Omagiu academicianului Simion Florea Marian, la 170 de ani de la naștere, în „Suceava. Anuarul Muzeului Bucovinei”, XLIV, Editura Universității „Ștefan cel Mare” din Suceava, Suceava, 2017, p. 319-332;
- Un manuscris inedit din timpul primului război mondial, în „Suceava. Anuarul Muzeului Bucovinei”, XLIII, Editura Universității „Ștefan cel Mare” din Suceava, Suceava, 2016, p. 153-160;
- Scrisori inedite din timpul primului război mondial, în „Suceava. Anuarul Muzeului Bucovinei”, XLII, Editura Universității „Ștefan cel Mare” din Suceava, Suceava,  2015, p. 181-194;
- Colecția de fotografii din Fondul memorial-documentar „Simion Florea Marian" din Suceava, în Analele Bucovinei, Anul XXI, 2 (43) / 2014,  Editura Academiei Române, p. 591-600;
- Mărturii de pe front (1914-1916), în manuscrisele inedite ale scriitorului Liviu Marian, în „Suceava. Anuarul Muzeului Bucovinei”, XLI, Editura Universității „Ștefan cel Mare” din Suceava, Suceava, 2014, p. 269-284;
- Un manuscris inedit despre intrarea Armatei Române în Bucovina, în „Suceava. Anuarul Muzeului Bucovinei”, în „Suceava. Anuarul Muzeului Bucovinei”, XL, Editura Universității „Ștefan cel Mare” din Suceava, Suceava, 2013, p. 125-134;
- Expoziția memorial-documentară „Academician Ion I. Nistor”, în „Suceava. Anuarul Muzeului Bucovinei”, XXXIX, Editura Universității „Ștefan cel Mare” din Suceava, Suceava, 2012, p. 379-382;
- Un manuscris din colecția lui Dragoș Vitencu, despre Societatea pentru cultură, în „Suceava. Anuarul Muzeului Bucovinei”, XXXIX, Editura Universității „Ștefan cel Mare” din Suceava, Suceava, 2012, p. 229-238;
- Corespondență inedită - Aurel Onciul către Liviu Marian, în „Suceava. Anuarul Muzeului Bucovinei”, XXXIX, Editura Universității „Ștefan cel Mare” din Suceava, Suceava, 2012, p. 219-228;
- Unpublished historical documents from the collection of scholar Simion Florea Marian / Documente istorice inedite din Colecția academicianului S. Fl. Marian, în „Suceava. Anuarul Muzeului Bucovinei”, XXXVIII, Editura Universității Suceava, Suceava, 2011, p. 133-142;
- „Laptele-cânelui”, un capitol inedit din „Botanica” lui Simion Florea Marian, în „Suceava. Anuarul Muzeului Bucovinei”, XXXVII, Editura Universității Suceava, Suceava, 2010, p. 311-318;
- Documente istorice inedite din Fondul documentar „Simion Florea Marian”, în „Suceava. Anuarul Muzeului Bucovinei”, XXXVII, Editura Universității Suceava, Suceava, 2010, p. 297-301;
- Biblia Vulgata. Blaj, 1760-1761, vol. I-V, Editura Academiei Române, București, 2005, 4298 p., în „Suceava. Anuarul Complexului Muzeal Bucovina”, XXXIV-XXXV-XXXVI, 2007-2008-2009, Editura Universității Suceava, 2009, p. 491-492;
- Un manuscris monumental: Botanica poporană română, de Simion Florea Marian, în „Suceava. Anuarul Complexului Muzeal Bucovina”, XXXIV-XXXV-XXXVI, 2007-2008-2009, Editura Universității Suceava, Suceava, 2010, p. 71-78;
- Bujorul, un capitol inedit din Botanica poporană română de Simion Florea Marian, în „Scriptum”, anul XIV, nr. 1-2, ianuarie-iunie, Suceava, 2008, p. 13-18;
- Un manuscris inedit: Dragoș Vitencu - „Tradiții și obiceiuri studențești bucovinene”, în „Suceava. Anuarul Complexului Muzeal Bucovina”, XXXI-XXXII-XXXIII, 2004-2005-2006, Editura Universității Suceava, Suceava, 2007, p. 207-222;
- Un manuscris inedit de Simion Florea Marian: Junețea la români, în volumul Studii de etnologie românească, 2, îngrijit de Pamfil Bilțiu, Colecția Mythos, Editura Saeculum I.O., București, 2004, p. 147-157;
- Indice alfabetic al corespondenței către Liviu Marian, în „Suceava. Anuarul Muzeului Național al Bucovinei”, XXVI-XXVII-XXVIII, 1999-2000-2001, Suceava, 2001, p. 607-623;
- Manuscrisul inedit Biserica Mirăuți din orașul Suceava. Schiță istorică de Sim. Fl. Marian, în „Suceava. Anuarul Muzeului Național al Bucovinei”, XXIV-XXV, 1997- 1998, Suceava, 2000, p. 291-330;
- Corespondență inedită: George Tofan către Liviu Marian, în „Suceava. Anuarul Muzeului Național al Bucovinei”, XXII-XXIII, 1995-1996, Editura Glasul Bucovinei, Iași, p. 453-489;
- Mihail Dragomirescu inedit: corespondență către Liviu Marian, în „Literatorul”, nr. 42, București, 1992, p. 10;
- Corespondență inedită către Liviu Marian, în volumul Vechi tipărituri și manuscrise. Bibliofilia azi, Brașov, 1992, p. 54.
- Miron Costin în istoriografia bucovineană, în „Moldova”, anul III, nr. 4(13), noiembrie, Iași, 1992, p. 21;
- Simion Florea Marian și corespondenții săi (recenzie), în „Crai nou”, anul III, nr. 641, din 27 iunie, Suceava, 1992, p. 3;
- Simion Florea Marian, personalitate de primă mărime a culturii românești, în „Crai nou”, anul III, nr. 715, din 9 octombrie, Suceava, 1992, p. 3.

## Expoziții memorial-documentare permanente reorganizate (tematică de reorganizare, amenajare muzeografică și peisagistică):
- Muzeul memorial „Ciprian Porumbescu”[29], com. Ciprian Porumbescu, jud. Suceava, 1991, 1994, 2002 (după restaurarea clădirii), 2022-2023;
- Casa Memorială „Ciprian Porumbescu”, com. Ciprian Porumbescu, jud. Suceava, 1992, 2001, 2018-2022;
- Casa Memorială „Nicolae Labiș”, com. Mălini, jud. Suceava, 1993, 2000 (după restaurarea clădirii), 2019-2022;
- Casa Memorială „Eusebiu Camilar”, com. Udești, jud. Suceava, 1994, 2000-2021 (după restaurarea clădirii);
- Casa Memorială „Simion Florea Marian” din Suceava, Suceava, 1992, 1998, 2005-2007;
- Reorganizarea Bibliotecii Muzeului Național al Bucovinei, 2014-2016 (după restaurarea clădirii);
- Reorganizarea depozitului de carte veche românească și străină de la Muzeul Bucovinei, 1999-2000; 2016;
- Reorganizarea depozitului de documente și manuscrise de la Casa memorială „Simion Florea Marian”[30], 1993-1997; 2005-2008;
- Reconstituirea bibliotecii academicianului Simion Florea Marian[31], în expoziția de bază, 2005-2007.

## Expoziții temporare naționale și internaționale (selectiv)
- Ciprian Porumbescu – 170. O viață, o epocă, un ideal[32], expoziție itinerantă (Suceava, Craiova, Timișoara, Brașov, Alba Iulia, Sibiu, Turda, București, Cernăuți), 2023; autor.
- Nicolae Labiș, poetul luptei cu inerția[33], Institutul Cultural Român Mihai Eminescu din Chișinău, 2015-2016; colaborator
- Nicolae Labiș, 80 de ani de la naștere – Eu nu mai sunt, e-un cîntec tot ce sunt, Muzeul Național de Literatură „Mihail Kogălniceanu” din Chișinău, 2015-2016; colaborator
- Foametea din Basarabia 1946-1947, Institutul Cultural Român Mihai Eminescu din Chișinău și la Casa memorială „Nicolae Labiș”, 2016; colaborator
- Centenar Simion Florea Marian[34], la Casa memorială „Simion Florea Marian” și la Universitatea Ștefan cel Mare din Suceava, 2007; autor
- Vechi tipărituri și manuscrise din colecțiile academicianului Simion Florea Marian, la Casa memorială „Simion Florea Marian”, Suceava, 2001; autor
- Simion Florea Marian, manuscrise și documente inedite, la Casa memorială „Simion Florea Marian”, Suceava, 2001; autor
- Vechi manuscrise despre medicina populară, cu prilejul Simpozionului internațional „Istoria farmaceuticii românești”, la Școala postliceală Carol Davilla, Suceava, 2000; autor
- Corespondență inedită către Simion Florea Marian (scrisori și documente), la Casa memorială „Simion Florea Marian”, Suceava, 2000; autor
- La aniversară, la Observatorul astronomic Suceava, cu prilejul aniversării poetului Mihai Eminescu, 1999; autor
- Simion Florea Marian - un clasic al etnografiei și folcloristicii românești, la Biblioteca județeană I. G. Sbiera, Suceava, 1998; colaborator
- Medicina populară, cu prilejul Simpozionului internațional Istoria farmaceuticii românești, la Școala postliceală Carol Davila, Suceava, 1997; autor
- Manuscrise inedite Simion Florea Marian, la Casa memorială „Simion Florea Marian”, Suceava, 1997; autor
- Eminescu în documente și ediții princeps, la Muzeul Bucovinei, Suceava, 1996;
- Valori bibliofile din patrimoniul muzeului, la Muzeul Bucovinei, Suceava, 1995; colaborator
- Colecții și colecționari, la Muzeul Bucovinei, Suceava, 1994; colaborator
- Totul este semn, semnul este totul, la Casa memorială „Simion Florea Marian”, cu prilejul Colocviului Internațional de Știință, organizat în colaborare cu Universitatea Ștefan cel Mare din Suceava, 1993;
- Vechi tipărituri și manuscrise din județul Suceava, la Casa memorială „Simion Florea Marian”, Suceava, 1992; autor
- Scriitorul Liviu Marian (1883-1942), o viață în slujba culturii române, la Casa memorială „Simion Florea Marian”, Suceava; autor

## Despre cărțile publicate au scris (selectiv):
- Iordan Datcu, Ultima lucrare a lui Simion Florea Marian, în „Cafeneaua literară”, Anul VII, nr. 9 (84), septembrie 2010, Pitești, p. 10-11.
- Iordan Datcu, Simion Florea Marian - Botanica poporană română, vol. I (A-F), în „Anuarul Muzeului Etnografic al Transilvaniei”, Cluj-Napoca, 2010, p. 456-457.
- Iordan Datcu, Revelațiile lecturii: Botanica poporană română a lui Simion Florea Marian, în „Litere”, revistă lunară de cultură a Societății Scriitorilor Târgovișteni, Anul XIII, nr. 4 (145), aprilie 2012, Târgoviște, p. 30-31.
- Iordan Datcu, Revelațiile lecturii: Botanica poporană română a lui Simion Florea Marian, în volumul Pagini de istorie literară și etnologie, Editura Bibliotheca, Târgoviște, 2012.
- Andrei Oișteanu, Botanica poporană română de Simion Florea Marian, în volumul Narcotice în cultura română. Istorie, religie și literatură, editia a II-a revăzută, adăugită și ilustrată, Editura Polirom, București, 2011, p. 505-518.
- Doina Cernica, Cartea Anului: Simion Florea Marian, Botanica poporană română (volumul I (A-F), Ediție princeps de Aura Brădățan, Editura Mușatinii, Suceava, 2008), în „Suceava. Anuarul Muzeului Bucovinei”, XXXVII, Editura Universității din Suceava, 2010, p. 353-355.
- Doina Cernica, Cartea Anului, în „Crai nou”, Anul XXI, nr. 5249, sâmbătă 23 ianuarie 2010, p. 5.
- Ion Popescu-Sireteanu, Simion Florea Marian, Botanica poporană română (vol. II-III, Ediție princeps de Aura Brădățan, Editura Academiei Române, 2010), în „Suceava. Anuarul Muzeului Bucovinei”, XXXIX, Editura Universității din Suceava, 2012, p. 389-392.
- Ion Popescu-Sireteanu, Simion Florea Marian, Botanica poporană română, în revista „Argeș”, Anul XII (XLVII), nr. 6 (360), iunie 2012, p. 39.
- Ioan Milică, Botanica poporană română, în „Ziarul de Iași”, 7 noiembrie 2012, Iași.
- Lelia Nicolescu, Creanga de aur (recenzie la Botanica poporană română, Ediție princeps de Aura Brădățan), în „Bucovina Literară”, Anul XXIV, nr. 1-7(263-269), ianuarie-iulie 2013, Suceava, p. 41-43.
- George Bodea, Flora românească în viziunea lui S. Fl. Marian (recenzie la Botanica poporană română, Ediție princeps de Aura Brădățan), în Secante prin cercuri excentrice, Biblioteca Miorița, Câmpulung Bucovina, 2011, p. 98-105.
- George Bodea, De la Botanica poporană la marea poezie românească (recenzie la Botanica poporană română, vol. II-III, Ediție princeps de Aura Brădățan), în „Suceava. Anuarul Muzeului Bucovinei”, XL, Editura Universității Ștefan cel Mare, din Suceava, 2013, p.  287-308.
- Marcu Mihail Deleanu, Folcloriști bănățeni în Botanica poporană a lui S. Fl. Marian, în „Nedeia”, revistă de cultură tradițională, Anul I, nr. 2, decembrie 2013, Reșița, p. 124-128.
- Rodica Iațencu, Dragoș Vitencu, Cernăuțiul meu (ediție princeps îngrijită de Aura Brădățan, Editura Accent Print, Suceava, 2008, 146 p.+49 fotografii), în „Analele Bucovinei”, Anul XVI, nr. 1(32)/2009, Editura Academiei Române, Institutul „Bucovina”, Rădăuți, 2009, p. 311-313.
- Doina Cernica, În cel mai frumos oraș al Bucovinei (Cernăuți), cu referire și la Dragoș Vitencu, Cernăuțiul meu, în „Ateneu”, revistă de cultură, Anul 48, nr. 8-9 (504-505), august-septembrie 2011, Bacău, p. 25.
- Maria Toacă, O cronică romanțată pentru verificarea adevărurilor (Dragoș Vitencu, Cernăuțiul meu, ediție princeps îngrijită de Aura Brădățan, 2008), în „NordLitera, revistă electronică de cultură”, 8 martie 2009.
- Maria Toacă, Români care mai așteaptă Scrisori de la Dumnezeu, recenzie la Dragoș Vitencu, Scrisori de la Dumnezeu, în „Zorile Bucovinei”, ziarul românilor din Ucraina, categoria Istoria neamului, 24 august 2013, Cernăuți.
- Marcu Mihail Deleanu, O nouă veste mare de la Suceava - Fondul memorial-documentar „Simion Florea Marian” din Suceava. Istoric. Contribuția la cultura română, Editura Karl A. Romstorfer, Muzeul Bucovinei, Suceava, 2013, 810 p., în „Nedeia”, revistă de cultură tradițională, Anul II, nr. 1(3), iunie, 2014, Reșița, p. 96.
- Maria Toacă, Cum se câștigă numele cel bun - în viață și după moarte, în „Crai nou”, Anul XXV, nr. 6532, sâmbătă 26 aprilie 2014, Suceava, p. 5.
- Mihai Iacobescu, Ca o vestală slujind într-un templu (Aura Brădățan, Fondul memorial-documentar „Simion Florea Marian” din Suceava. Istoric. Contribuția la cultura română, Editura Karl A. Romstorfer, Muzeul Bucovinei, Suceava, 2013 în „Crai nou”, Anul XXV, nr. 6555, sâmbătă 26 apr. 2014, Suceava, p. 5.